# Tris-acétylacétonate de fer(III)
Le tris-acétylacétonate de fer(III), ou Fe(acac)3, est un complexe de coordination de formule chimique Fe(C5H7O2)3. Il se présente sous la forme d'un solide rouge stable au contact de l'air, soluble dans les solvants organiques apolaires. On l'obtient en traitant de l'hydroxyde de fer(III) Fe(OH)3 avec de l'acétylacétone CH3COCH2COCH3 :
Fe(OH)3 + 3 CH3COCH2COCH3 ⟶ Fe(C5H7O2)3 + 3 H2O.
Le tris-acétylacétonate de fer(III) est un complexe avec six liaisons Fe–O de longueur d'environ 200 pm. La géométrie régulière est cohérente avec un noyau Fe3+ haut spin. Dans la mesure où les électrons se répartissent équitablement dans toutes les orbitales du métal, le complexe n'est pas sujet à l'effet Jahn-Teller et adopte par conséquent une symétrie moléculaire D3, contrairement au tris-acétylacétonate de manganèse(III) adopte une configuration octaédrique plus distordue. Les cinq électrons célibataires des orbitales d ont également pour effet de rentre le complexe paramagnétique, avec un moment magnétique de 5,90 μB. Il présente une chiralité axiale dont les énantiomères Δ et Λ s'interconvertissent suffisamment lentement pour être résolus au moins partiellement.
Il a été étudié comme précatalyseur et réactif en chimie organique, bien que l'espèce contenant du fer n'est généralement pas identifiée dans ces processus. Dans un cas, on a pu montrer qu'il favorise la conversion d'un diène en alcène. Il catalyse une dimérisation de l'isoprène en un mélange de 1,5-diméthyl-1,5-cyclooctadiène et 2,5-diméthyl-1,5-cyclooctadiène.
Il catalyse également la polymérisation par ouverture de cycle de la 1,3-benzoxazine (en), ainsi que la réaction de N-sulfonyl oxaziridines avec des alcènes pour former des produits 1,3-oxazolidine.